# カラフルスクリーム
カラフルスクリームは、関西を中心に活動している日本の女性アイドルグループである。略称はカラスク。Nord Tune Records所属。キャッチフレーズは、「あなたのココロに彩りを！」。
当グループの研修生にあたるぴゅあふるすくりーむ(カラフルスクリーム研修生)に関しても当項目で記載する。

## メンバー

### 正規メンバー
※(研)が研修生としての加入日、(正)が正式メンバーとしての加入日。
| 名前   | カラー                     | 生年月日               | 愛称         | 加入年月日                           | 備考 |
| ------ | -------------------------- | ---------------------- | ------------ | ------------------------------------ | --- |
| なこ   | なこちゃんぴんく           | 1998年7月18日（27歳）  | なこちゃん   | (正)2017年4月8日                     | Fine Promotion所属。 グループの楽曲「また明日ね」「きみと青空」「初恋吸血姫」「君は花火、眩しくて」「感情はラブ！」の作詞を担当。 2022年12月7日、1st写真集「好きなこ」を出版。 |
| ゆうか | 夜明けのぶるぅ             | 1999年3月31日（26歳）  | ゆうかちゃん | (研)2018年12月27日 (正)2019年4月13日 | ミスiD2021 CHEERZ賞受賞。 2022年1月1日、1st写真集「いちばん大切なこと」を出版。                                                                                                |
| かれん | ほわほわほわいと           | 2004年12月12日（20歳） | かれんちゃん | (研)2020年8月22日 (正)2020年12月27日 | 大阪大学在学。書道歴17年（書き初め展で日本一）。 |
| あみ   | もぎたてぐりーん           | 2002年10月27日（22歳） | あみみん     | (研)2020年11月11日 (正)2021年2月21日 | |
| みくる | きゅあぱーぷる             | 2001年11月28日（23歳） | みくるん     | (研)2021年1月17日 (正)2021年4月28日  | 2023年9月25日、1st写真集「いつのまにか」を出版。 |
| みゆ   | シトリンオレンジ           | 2000年11月8日（24歳）  | みゆちゃん   | (研)2022年04月10日 (正)2022年6月25日 | |
| みなみ | ぽむぽむいえろー           | 2001年8月25日（23歳）  | みなみちゃん | (正)2022年11月7日                    | |
| あいな | 一緒に飲みたいみるくてぃー | 2001年10月19日（23歳） | あいぼん     | (正)2024年9月21日                    | |

### 卒業メンバー
| 名前     | カラー                       | 生年月日              | 愛称              | 加入年月日                          | 卒業年月日     | 備考 |
| -------- | ---------------------------- | --------------------- | ----------------- | ----------------------------------- | -------------- | --- |
| とうこ   | 白                           | 2001年5月24日（24歳） | とうこぴ          | (正)2017年1月14日                   | 2018年10月13日 | 2013年から2016年までNA-NAとして活動。 ESSEアカデミーに所属していた。                                                                   |
| さら     | おそら色                     | 2003年4月12日（22歳） | さらち            | (正)2017年1月14日                   | 2018年10月13日 | |
| さくらこ | さくらこイエロー             | 2000年1月23日（25歳） | さぶろう          | (正)2018年10月13日                  | 2020年2月27日  | |
| ともか   | 宇治抹茶グリーン             | 2000年11月4日（24歳） | ともかちゃん      | (研)2019年2月19日 (正)2019年4月13日 | 2021年1月7日   | |
| さや     | パワフルオレンジ             | 2005年1月31日（20歳） | さやちゃん        | (研)2018年2月12日 (正)2019年4月13日 | 2021年4月26日  | |
| かのん   | さくらんぼうの赤             | 1998年3月26日（27歳） | のんのん          | (正)2018年4月4日                    | 2022年5月22日  | 初代リーダー。 2021年3月21日、1st写真集「逢うたびに、君は」を出版。                                                                    |
| れん     | ゴールデンレトリバーイエロー | 2001年1月5日（24歳）  | れんれん れんこん | (正)2018年4月4日                    | 2022年8月22日  | 2021年8月31日まではTWIN PLANET大阪支社所属。 かつてのイメージカラーは■紫（いっぬ🐶♡パープル）。 2022年8月9日、1st写真集「Ren」を出版。 |

### 在籍タイムライン
※研修生期間は除外。

## ぴゅあふるすくりーむ(カラフルスクリーム研修生)
カラフルスクリームの研修生制度は、2018年2月12日よりスタート。
当初の名称は「カラフルスクリーム研修生」であった。
研修を積んだメンバーはカラフルスクリーム、もしくはすーぱーぷーばぁー!!(旧称:すーぱープーばぁー!!)の正規メンバーに昇格するのが慣行となっている。
研修生にはメンバーカラーの設定はない(初期には一部設定されたケースもあり)。
2021年2月21日より、「カラフルスクリーム研修生」の名称を「ぴゅあふるすくりーむ」に変更。名称はすーぱーぷーばぁー!!の楽曲「ぴゅあふるロード」と、カラフルスクリームの「スクリーム」を合わせたものである。
2024年より、カラフルスクリーム、もしくはすーぱーぷーばぁー!!のメンバーがライブのサポートに入ることが慣例になっている。

### 現在のメンバー
| 名前   | 生年月日              | 愛称         | 加入年月日   | 備考 |
| ------ | --------------------- | ------------ | ------------ | ---- |
| ふたば | 2004年5月15日（21歳） | ふたばちゃん | 2025年8月5日 |      |

### 過去のメンバー
※卒業後、「★」はカラフルスクリームへ、「☆」はすーぱーぷーばぁー!!に加入。「□」は昇格せず卒業、「〇」は別事務所に移籍
| 名前   | 生年月日               | 愛称               | 加入年月日     | 卒業年月日     | 卒業後 | 備考                              |
| ------ | ---------------------- | ------------------ | -------------- | -------------- | ------ | --------------------------------- |
| さや   | 2004年1月31日（21歳）  | さやちゃん         | 2018年2月12日  | 2019年4月13日  | ★      |                                   |
| みお   | 非公開                 | みおちゃん         | 2018年2月12日  | 2018年8月12日  | □      |                                   |
| まな   | 1999年12月4日（25歳）  | まなちゃん         | 2018年7月20日  | 2019年3月10日  | □      | イメージカラー:■グリーン          |
| ゆうか | 1999年3月31日（26歳）  | ゆうかちゃん       | 2018年12月27日 | 2019年4月13日  | ★      |                                   |
| ともか | 2000年11月4日（24歳）  | ともかちゃん       | 2019年2月19日  | 2019年4月13日  | ★      |                                   |
| れいな | 2004年4月20日（21歳）  | れいな・れーなたん | 2020年3月28日  | 2020年8月22日  | ☆      |                                   |
| かえで | 2004年1月31日（21歳）  | かえでちゃん       | 2020年3月28日  | 2020年8月22日  | ☆      |                                   |
| もえ   | 1999年5月3日（26歳）   | もえちゃん         | 2020年7月25日  | 2020年8月22日  | ☆      |                                   |
| かれん | 2004年12月12日（20歳） | かれんちゃん       | 2020年8月22日  | 2020年12月27日 | ★      |                                   |
| あむ   | 2002年1月6日（23歳）   | あむちゃん         | 2020年8月22日  | 2020年10月31日 | □      |                                   |
| まりな | 2000年11月29日（24歳） | まりなちゃん       | 2020年11月11日 | 2021年2月21日  | ☆      |                                   |
| あみ   | 2002年10月27日（22歳） | あみみん           | 2020年11月11日 | 2021年2月21日  | ★      |                                   |
| みくる | 2001年11月28日（23歳） | みくるん           | 2021年1月17日  | 2021年4月28日  | ★      |                                   |
| ももか | 1998年1月1日（27歳）   | ももかちゃん       | 2021年1月17日  | 2021年5月3日   | ☆      |                                   |
| あかね | 2001年1月26日（24歳）  | あかねん           | 2021年1月17日  | 2021年5月3日   | ☆      |                                   |
| みな   | 2004年2月26日（21歳）  | みなちゃん         | 2021年1月17日  | 2021年5月3日   | ☆      |                                   |
| なな   | 2000年6月9日（25歳）   | ななちゃん         | 2021年11月23日 | 2022年4月23日  | ☆      |                                   |
| まりん | 2005年5月19日（20歳）  | まりんちゃん       | 2021年11月23日 | ?              | □      | 2022年4月に活動休止、そのまま脱退 |
| みゆ   | 2000年11月8日（24歳）  | みゆちゃん         | 2022年04月10日 | 2022年06月25日 | ★      |                                   |
| まゆか | 2000年6月7日（25歳）   | まゆかちゃん       | 2022年04月29日 | 2022年08月1日  | ☆      |                                   |
| あいり | 2000年9月17日（24歳）  | あいりちゃん       | 2022年05月21日 | 2022年08月1日  | ☆      |                                   |
| りお   | 2002年4月22日（23歳）  | りおちゃん         | 2023年4月22日  | 2023年10月4日  | ☆      |                                   |
| ののか | 2002年7月28日（23歳）  | ののかちゃん       | 2023年4月22日  | 2023年10月4日  | ☆      |                                   |
| ゆりか | 2009年2月25日（16歳）  | ゆりかちゃん       | 2023年4月22日  | 2023年10月4日  | ☆      |                                   |
| ひなた | 2003年11月24日（21歳） | ひなたちゃん       | 2024年1月14日  | 2024年7月31日  | ☆      |                                   |
| カナ   | ????年12月4日          | カナちゃん         | 2024年3月11日  | 2024年12月1日  | 〇     | 株式会社Pop upに移籍              |

## すーぱーぷーばぁー!!
カラフルスクリーム研修生(ぴゅあふるすくりーむ)より派生したアイドルユニットである。

## 略歴

### 2017年
- 1月14日　とうこ・さらの2人でデビュー。
- 4月08日　なこ加入。
- 7月16日　ミニアルバム「SE～Spiral Emotion～」発売。

### 2018年
- 2月12日　研修生さや・みお加入。
- 2月25日　1stワンマンライブ「カラフルスクリーム1stワンマンライブ〜きみとからふる染まりーむ!!!」開催。
- 4月04日　かのん・れん加入。
- 4月30日　ミュージックカード「FUNKY RIDER /my color/夢見るロードショー」発売。
- 7月20日　研修生まな加入。
- 8月12日　研修生みお卒業。
- 8月26日　「@JAM EXPO 2018」出演。
- 10月13日　2ndワンマンライブ「カラフルスクリーム2ndワンマンライブ ～無邪気☆カラスク～」開催、とうこ・さら卒業、さくらこ加入。[7]
- 12月08日　「Meet The Idol in TAIWAN Supported by @JAM」で初の台湾遠征。
- 12月27日　研修生ゆうか加入。

### 2019年
- 2月01日　ライブDVD「カラフルスクリーム2ndワンマンライブ 〜無邪気☆カラスク〜 DVD」発売。
- 2月12日　ミニアルバム「カラフルスクリーム〜カラフル盤〜」・「カラフルスクリーム〜スクリーム盤〜」発売。[8]
- 2月19日　研修生ともか加入。
- 3月10日　研修生まな卒業。
- 4月13日　さや・ゆうか・ともかが研修生から正規メンバーに昇格。
- 8月1日 「ALOHA♡PEACE」「きみと青空」が主要配信サイトで配信開始。
- 9月29日 カラフルスクリームワンマンツアー～れっつ☆ぱっちん!～の名古屋公演開催。
- 10月14日 カラフルスクリームワンマンツアー～れっつ☆ぱっちん!～の大阪公演開催。
- 11月4日 カラフルスクリームワンマンツアー～れっつ☆ぱっちん!～の東京公演開催。
- 12月7日 カラフルスクリームワンマンツアー～れっつ☆ぱっちん!～の福岡公演開催。

### 2020年
- 1月14日 カラフルスクリームワンマンツアー～れっつ☆ぱっちん!～のツアーファイナルが大阪で開催。
- 2月27日 さくらこ卒業。
- 3月18日 ライブDVD「カラフルスクリーム ワンマンツアー〜 れっつ☆ぱっちんファイナル in BIGCAT 〜 DVD」発売。
- 3月28日 かえで・れいなが研修生として加入。れんのイメージカラーが■紫から■黄色に変更。
- 4月29日 「CD発売記念ワンマンライブ『すすめ！閃光Days』」を大阪梅田amHALLにて開催予定だったが、新型コロナウイルス感染症の流行により中止。
- 5月26日 1stシングル「すすめ!閃光Days」発売。
- 6月6日 「カラフルスクリーム東京ワンマンライブ～うちらのカラスク愛は深く!東京いくでぇ!!KP!!!～」を赤羽ReNY alphaにて開催予定だったが、新型コロナウイルス感染症の流行により中止。その代替の公演として、同日ツイキャスにて無観客配信ライブを実施。
- 7月25日 研修生もえ加入。
- 8月22日 研修生かえで・れいな・もえの3人でワンマンライブ「# すすめ!!!本日革命研修生0822」を実施。このライブの開演前に、3人はカラフルスクリーム研修生を卒業し、新グループ「すーぱープーばぁー!!」として活動を開始することを発表。同ライブを「すーぱープーばぁー!!」名義で実施。
かれん、あむが研修生として加入。
- 10月4日 TOKYO IDOL FESTIVAL オンライン 2020に出演。
- 10月31日 研修生あむ卒業。
- 11月11日 研修生まりな・あみ加入。
- 12月27日 かれんが研修生から正規メンバーに昇格。

### 2021年
- 1月7日 ともか脱退。
- 1月17日 研修生あかね・ももか・みくる・みな加入。
- 2月21日 「カラフルスクリーム研修生」の名称が「ぴゅあふるすくりーむ」に変更。研修生あみがカラフルスクリームの正規メンバーに、研修生まりながすーぱープーばぁー!!の新メンバーに昇格。
- 4月25日 「カラフルスクリーム ワンマンライブYAooooooN!でわっしょい ～お待たせしました けーぴーからすく～」を無観客配信[9][10]。
- 4月26日 さや卒業。
- 4月28日 ぴゅあふるすくりーむのみくるがカラフルスクリームの正規メンバーに昇格。
- 5月3日 ぴゅあふるすくりーむのももか・あかね・みながすーぱープーばぁー!!の新メンバーに昇格。
- 6月6日 「カラフルスクリーム 東京ワンマン～飛び立て最幸！Re:NY号～」を開催(有観客公演)。
- 8月10日 フルアルバム「Eat up the Colorful Scream!!!!!!!」を発売。
- 10月2日 TOKYO IDOL FESTIVAL 2021に出演。
- 11月23日 ぴゅあふるすくりーむになな・まりん加入。
- 12月28日 舞台「この度、幹事になりまして...」にゲスト出演[11][12]。

### 2022年
- 4月10日 ぴゅあふるすくりーむにみゆ加入。
- 4月23日 ぴゅあふるすくりーむのなながすーぱープーばぁー!!の新メンバーに昇格。
- 4月29日 ぴゅあふるすくりーむにまゆか加入。
- 5月10日 2ndシングル「カラフルライド」発売。
- 5月21日 ぴゅあふるすくりーむにあいり加入。
- 5月22日 かのん卒業。[13]
- 6月25日 ぴゅあふるすくりーむのみゆがカラフルスクリームの正規メンバーに昇格。
- 8月1日 ぴゅあふるすくりーむのまゆか・あいりがすーぱープーばぁー!!の新メンバーに昇格。
- 8月6日  TOKYO IDOL FESTIVAL 2022に出演。
- 8月22日 れん脱退。
- 9月19日 「カラフルスクリーム 東京ワンマンライブ～SparklY 7 ReNY PartY～T」を新宿ReNYにて開催。
- 11月7日 みなみ加入。学業のためかれん活動休止。

### 2023年
- 3月1日 かれん復帰。
- 4月22日 ぴゅあふるすくりーむにりお・ののか・ゆりか加入。
- 8月6日 TOKYO IDOL FESTIVAL 2023 に出演。
- 10月4日 ぴゅあふるすくりーむのりお・ののか・ゆりかがすーぱーぷーばぁー!!の新メンバーに昇格。

### 2024年
- 1月12日 「カラフルスクリーム ワンマンライブ 彩叫楽舞～誰もが幸せになるライブ～WEST」をなんばHatchにて開催。
- 5月1日 「カラフルスクリーム ワンマンライブ 彩叫楽舞～誰もが幸せになるライブ～EAST」をLIQUIDROOMにて開催。
- 8月3日、4日 TOKYO IDOL FESTIVAL 2024 に出演。
- 9月21日 あいな加入[14]。

### 2025年
- 1月12日 「カラフルスクリーム ワンマンライブ 彩叫方程式 〜？×？＝彩叫 〜」をサンケイホールブリーゼにて開催。 同年春のツアー開催、6月のメジャーデビューを発表。
- 5月12日 テレビ東京「プレミアMelodiX!」にてメジャーデビューシングル「クロネッカーの青春の彩り」を披露。
- 5月23日 「みんなと奏でるカラフルハーモニーツアー」ツアーファイナル大阪公演にて2026年のワンマンライブ日程を発表。

## 作品

### シングル
| #                        | タイトル                 | リリース日     | 規格品番           | 収録曲 |
| ------------------------ | ------------------------ | -------------- | ------------------ | --- |
| 1st                      | すすめ!閃光Days          | 2020年5月26日  | NTR-04<TYPE-A>     | 1. すすめ!閃光Days 2. FUNKY RIDER 3. すすめ!閃光Days -Instrumental- 4. FUNKY RIDER -Instrumental-               |
| 1st                      | すすめ!閃光Days          | 2020年5月26日  | NTR-05<TYPE-B>     | 1. すすめ!閃光Days 2. my color 3. すすめ!閃光Days -Instrumental- 4. my color -Instrumental-                     |
| 1st                      | すすめ!閃光Days          | 2020年5月26日  | NTR-06<TYPE-C>     | 1. すすめ!閃光Days 2. 夢見るロードショー 3. すすめ!閃光Days -Instrumental- 4. 夢見るロードショー -Instrumental- |
| 2nd                      | カラフルライド           | 2022年05月10日 | NTR-11<TYPE-A>     | 1. カラフルライド 2. Happy Packer 3. 珊瑚色の秘密 / フルーツバスケッツ                                          |
| 2nd                      | カラフルライド           | 2022年05月10日 | NTR-12<TYPE-B>     | 1. カラフルライド 2. Happy Packer 3. EDGE FLAME / 狂兎は夜光性                                                  |
| 2nd                      | カラフルライド           | 2022年05月10日 | NTR-13<TYPE-C>     | 1. カラフルライド 2. Happy Packer 3. Chocolate Boots / Chanter Chocolat                                         |
| メジャーデビューシングル | クロネッカーの青春の彩り | 2025年06月04日 | TKCA-75281<TYPE-A> | 1. クロネッカーの青春の彩り 2. Rock’N Roll Harmony 3. ネモフィラの丘 4. Radiant                                 |
| メジャーデビューシングル | クロネッカーの青春の彩り | 2025年06月04日 | TKCA-75282<TYPE-B> | 1. クロネッカーの青春の彩り 2. Rock’N Roll Harmony 3. ネモフィラの丘 4. てらてら                                |
| メジャーデビューシングル | クロネッカーの青春の彩り | 2025年06月04日 | TKCA-75283<TYPE-C> | 1. クロネッカーの青春の彩り 2. Rock’N Roll Harmony 3. ネモフィラの丘 4. ふたりの距離は45cm                      |

### ミニアルバム
| #   | タイトル                      | リリース日     | 規格品番            | 収録曲                                                                                                  |
| --- | ----------------------------- | -------------- | ------------------- | --- |
| 1st | SE～Spiral Emotion～          | 2017年7月16日  | NTR-1               | 1. SE 2. Sing Bird 3. 夢見るロードショー 4. HELLO☆HERO 5. ストロベリー♡ハニーフライト 6. 幸せの見つけ方 |
| 2nd | カラフルスクリーム            | 2019年2月12日  | NTR-2<カラフル盤>   | 1. 無邪気ガリレオ 2. また明日ね 3. はっぴーGO ROUND 4. 恋予報 5. 幸せの見つけ方                         |
| 2nd | カラフルスクリーム            | 2019年2月12日  | NTR-3<スクリーム盤> | 1. Innocent Scream 2. SPARK DASH!!!!!! 3. ストロベリーハニーフライト 4. Sing Bird 5. 希望の雨           |
|     | びびびんレコード スプリットEP | 2021年12月19日 | BBBNR-01            | 1. 珊瑚色の秘密 2. EDGE FLAME 3. Chocolate Boots                                                        |

### アルバム
| #   | タイトル                          | リリース日    | 規格品番                                          | 収録曲 |
| --- | --------------------------------- | ------------- | ------------------------------------------------- | --- |
| 1st | Eat up the Colorful Scream!!!!!!! | 2021年8月10日 | NTR-8(Type-A) NTR-9(Type-B) NTR-10(ローソンHMV盤) | 1. 夢の髄まで食べ尽くせ!!!!!!! 2. きみと青空 3. 環状線 4. CRANBERRY CREAM SODA 5. 透明なアンスポイリット 6. 宇宙船僕ら地球号 7. パチン☆LOVE 8. 初恋吸血姫 9. ALOHA♡PEACE 10. 世界一の宝物 11. すすめ！閃光Days 12. 僕らの青春 13. bonus track ※bonus track収録曲は以下の通り。 ・Type-A Innocent Scream ・Type-B 無邪気ガリレオ ・Type-C(ローソンHMV版) Sing Bird |

### ミュージックカード
| タイトル                                 | リリース日    | 収録曲                                           |
| ---------------------------------------- | ------------- | ------------------------------------------------ |
| FUNKY RIDER /my color/夢見るロードショー | 2018年4月30日 | 1. FUNKY RIDER 2. my color 3. 夢見るロードショー |

### デジタルリリース
| タイトル                     | 配信開始日     | 収録曲                          |
| ---------------------------- | -------------- | ------------------------------- |
| ALOHA♡PEACE/きみと青空       | 2019年8月1日   | 1. ALOHA♡PEACE 2. きみと青空    |
| Passion Fusion               | 2022年6月13日  | 1. Passion Fusion               |
| 君は花火、眩しくて           | 2022年7月29日  | 1. 君は花火、眩しくて           |
| Mirror The World〜真世界へ〜 | 2023年4月27日  | 1. Mirror The World〜真世界へ〜 |
| 彩りミュージアム             | 2023年4月27日  | 1. 彩りミュージアム             |
| Rocking Zukking Show         | 2023年5月20日  | 1. Rocking Zukking Show         |
| メンションわらおう           | 2023年5月20日  | 1. メンションわらおう           |
| ジェラシック・ワールド       | 2023年5月20日  | 1. ジェラシック・ワールド       |
| 感情はラブ！                 | 2023年7月31日  | 1. 感情はラブ！                 |
| Radiant                      | 2024年12月16日 | 1. Radiant                      |
| てらてら                     | 2024年12月16日 | 1. てらてら                     |
| ふたりの距離は45cm           | 2024年12月16日 | 1. ふたりの距離は45cm           |

### ライブ映像
| タイトル                                                                                    | 媒体        | リリース日     | 規格品番  | 内容                   |
| ------------------------------------------------------------------------------------------- | ----------- | -------------- | --------- | ---------------------- |
| カラフルスクリーム2ndワンマンライブ 〜無邪気☆カラスク〜                                     | DVD         | 2019年2月1日   | NTRB-0001 | タイトルのライブを収録 |
| カラフルスクリーム ワンマンツアー〜 れっつ☆ぱっちんファイナル in BIGCAT 〜                  | DVD         | 2020年3月18日  |           | タイトルのライブを収録 |
| カラフルスクリーム東京ワンマン 〜飛び立て最幸！Re:NY号〜                                    | Mカード     |                |           | タイトルのライブを収録 |
| カラフルスクリーム 「カラフル・ザ・ライド」ツアーファイナル NHK大阪ホール公演               | DVD/配信    | 2022年4月30日  |           | タイトルのライブを収録 |
| 新体制お披露目ワンマンライブ〜超！新生爆発☆〜                                               | DVD/Blu-ray | 2022年7月10日  |           | タイトルのライブを収録 |
| カラフルスクリーム 東京ワンマンライブ～SparklY 7 ReNY PartY～                               | DVD/Blu-ray | 2022年10月20日 |           | タイトルのライブを収録 |
| カラフルスクリーム 全国7都市ツアー COLORFUL SPRING TOUR2023 〜全国彩り計画〜 ファイナル公演 | DVD/Blu-ray | 2023年10月31日 |           | タイトルのライブを収録 |
| カラフルスクリーム ワンマンライブ 彩叫楽舞～誰もが幸せになるライブ～WEST                    | DVD/Blu-ray | 2024年5月1日   |           | タイトルのライブを収録 |
| カラフルスクリーム ワンマンライブ 彩叫方程式 〜？×？＝彩叫 〜                               | DVD/Blu-ray | 2025年5月23日  |           | タイトルのライブを収録 |

### 楽曲一覧
| 楽曲名                             | 作詞                           | 作曲     | 発表年 | 備考 |
| ---------------------------------- | ------------------------------ | -------- | ------ | --- |
| Sing Bird                          | 上田ゆう子                     | 正垣和則 | 2017年 | |
| 幸せの見つけ方                     | 上田ゆう子                     | 正垣和則 | 2017年 | |
| HELLO☆HERO                         | 上田ゆう子                     | 中沢昭宏 | 2017年 | |
| 夢見るロードショー                 | 上田ゆう子                     | 中垣沢正 | 2017年 | |
| ストロベリー♡ハニーフライト        | 上田ゆう子                     | 正垣和則 | 2017年 | |
| FUNKY RIDER                        | 上田ゆう子                     | 正垣和則 | 2017年 | |
| 恋予報                             | 上田ゆう子                     | 中沢昭宏 | 2017年 | |
| SPARK DASH!!!!!!!!                 | 上田ゆう子                     | 正垣和則 | 2017年 | |
| my color                           | さやか(Yes Happy!)             | 正垣和則 | 2017年 | |
| はっぴー GO ROUND                  | 上田ゆう子                     | 中垣沢正 | 2018年 | |
| 無邪気ガリレオ                     | 上田ゆう子                     | 正垣和則 | 2018年 | |
| Innocent Scream                    | 上田ゆう子                     | 正垣和則 | 2018年 | |
| また明日ね                         | なこ・上田ゆう子               | 正垣和則 | 2018年 | |
| 希望の雨                           | 上田ゆう子                     | 正垣和則 | 2019年 | |
| ALOHA♡PEACE                        | 上田ゆう子                     | 正垣和則 | 2019年 | |
| きみと青空                         | なこ・上田ゆう子               | 正垣和則 | 2019年 | |
| パチン☆LOVE                        | 上田ゆう子                     | 正垣和則 | 2019年 | |
| 環状線                             | 上田ゆう子                     | 正垣和則 | 2019年 | |
| 世界一の宝物                       | 上田ゆう子                     | 正垣和則 | 2020年 | |
| すすめ!閃光Days                    | 上田ゆう子                     | 正垣和則 | 2020年 | |
| 初恋吸血姫                         | なこ・上田ゆう子               | 正垣和則 | 2020年 | 曲の読みは「はつこいバンパイア」                                                                                              |
| CRANBERRY CREAM SODA               | 上田ゆう子                     | 正垣和則 | 2020年 | |
| すーぱー はいぱー すくりーむ       | カラフルスクリーム             | 正垣和則 | 2020年 | |
| 夢の髄まで食べつくせ!!!!!!!        | 上田ゆう子                     | 正垣和則 | 2021年 | |
| 宇宙船僕ら地球号                   | 上田ゆう子                     | 正垣和則 | 2021年 | |
| 僕らの青春                         | カラフルスクリーム・上田ゆう子 | 正垣和則 | 2021年 | カバー曲「YOUR SONG〜青春宣誓〜」に対してのアンサーソング。 スーパー玉出CMタイアップ。                                        |
| 透明なアンスポイリット             | 上田ゆう子                     | 正垣和則 | 2021年 | |
| カラフルライド                     | 上田ゆう子                     | 正垣和則 | 2021年 | ツアー「カラフル・ザ・ライド」テーマ曲                                                                                        |
| メンションわらおう                 | 上田ゆう子                     | 正垣和則 | 2022年 | |
| Happy Packer                       | 上田ゆう子                     | 正垣和則 | 2022年 | |
| Passion Fusion                     | 上田ゆう子                     | 正垣和則 | 2022年 | |
| 君は花火、眩しくて                 | なこ・上田ゆう子               | 正垣和則 | 2022年 | |
| Rocking Zukking Show               | 上田ゆう子                     | 正垣和則 | 2022年 | |
| Mirror The World ～真世界へ～      | 上田ゆう子                     | 正垣和則 | 2022年 | |
| ドリーとかくれんぼ                 | 上田ゆう子                     | 正垣和則 | 2022年 | かれん活動休止中の2023年3月1日までのタイトルは、「かれんとかくれんぼ」。 タイトル変更にあたり、歌詞もマイナーチェンジされた。 |
| ジェラシック・ワールド             | 上田ゆう子                     | 正垣和則 | 2023年 | |
| 彩りミュージアム                   | 上田ゆう子                     | 正垣和則 | 2023年 | |
| 華曜日                             | 上田ゆう子                     | 正垣和則 | 2023年 | 五十嵐園「七彩華茶」とのコラボ曲                                                                                              |
| 感情はラブ！                       | なこ                           | 正垣和則 | 2023年 | |
| 青春マグナム                       | 上田ゆう子                     | 正垣和則 | 2023年 | |
| 彩叫幸福論-さいきょうこうふくろん- | 上田ゆう子                     | 正垣和則 | 2024年 | |
| Radiant                            | 上田ゆう子                     | 正垣和則 | 2024年 | |
| てらてら                           | 上田ゆう子                     | 正垣和則 | 2024年 | |
| ふたりの距離は45cm                 | 上田ゆう子                     | 正垣和則 | 2024年 | |
| クロネッカーの青春の彩り           | 上田ゆう子                     | 正垣和則 | 2025年 | |
| Rock’N Roll Harmony                | 上田ゆう子                     | 正垣和則 | 2025年 | |
| ネモフィラの丘                     | 上田ゆう子                     | 正垣和則 | 2025年 | |

### ユニット曲
| タイトル                 | ユニット名                        | ユニットメンバー                                 | 作詞         | 作曲     |
| ------------------------ | --------------------------------- | ------------------------------------------------ | ------------ | -------- |
| ナニカチャスクリーム     | NANIWAカワイコちゃんガールズ☆     | なこ・かのん・ゆうか                             | なこ・ゆうか | 正垣和則 |
| 珊瑚色の秘密             | フルーツバスケッツ                | かのん・あみ                                     | 上田ゆう子   | 正垣和則 |
| EDGE FLAME               | 狂兎は夜光性                      | ゆうか・みくる                                   | 上田ゆう子   | 正垣和則 |
| Chocolate Boots          | Chanter Chocolat                  | なこ・れん・かれん                               | 上田ゆう子   | 正垣和則 |
| 新生ナニカチャスクリーム | 新生NANIWAカワイコちゃんガールズ☆ | なこ・かのん・れん・ゆうか・かれん・あみ・みくる | なこ         | 正垣和則 |

### カバー曲
- YOUR SONG〜青春宣誓〜(松浦亜弥)[30]
- フォー・ユー(ゆづき)

## ライブ

### 単独ライブ
| 日程                 | タイトル                                                                                          | 会場                        |
| -------------------- | ------------------------------------------------------------------------------------------------- | --------------------------- |
| 2018年2月25日        | カラフルスクリーム1stワンマンライブ〜きみとからふる染まりーむ!!!」                                | OSAKA RUIDO                 |
| 2018年10月13日       | 2ndワンマンライブ「カラフルスクリーム2ndワンマンライブ ～無邪気☆カラスク～」                      | OSAKA MUSE                  |
| 2021年4月25日        | カラフルスクリーム ワンマンライブ「YAooooooN!でわっしょい ～お待たせしました けーぴーからすく～」 | 大阪城音楽堂(無観客配信)    |
| 2021年6月6日         | カラフルスクリーム 東京ワンマン～飛び立て最幸！Re:NY号～                                          | 赤羽ReNY alpha              |
| 2022年5月28日        | 新体制お披露目ワンマンライブ〜超！新生爆発☆〜                                                     | BIGCAT                      |
| 2022年9月19日        | カラフルスクリーム 東京ワンマンライブ～SparklY 7 ReNY PartY～                                     | 新宿ReNY                    |
| 2024年1月12日        | カラフルスクリーム ワンマンライブ 彩叫楽舞～誰もが幸せになるライブ～WEST                          | なんばHatch                 |
| 2024年5月1日         | カラフルスクリーム ワンマンライブ 彩叫楽舞～誰もが幸せになるライブ～EAST                          | LIQUIDROOM                  |
| 2025年1月12日        | カラフルスクリーム ワンマンライブ 彩叫方程式 〜？×？＝彩叫 〜                                     | 大阪 サンケイホールブリーゼ |
| 2026年1月18日 (予定) | カラフルスクリーム ワンマンライブ                                                                 | NHK大阪ホール               |
| 2026年5月3日 (予定)  | カラフルスクリーム ワンマンライブ                                                                 | Zepp Shinjuku               |

## 広告出演
- スーパー玉出 - 2020年から出演[31]。

### ウェブサイト
- 公式ウェブサイト

### Twitter
- カラフルスクリーム公式 (@colorful_scream) - X
- なこ (@nako_colorful) - X
- ゆうか (@Uuka_colorful) - X
- かれん (@karen_colorful) - X
- あみ (@ami_colorful_) - X
- みくる (@mikuru_colorful) - X
- みゆ (@miyu__colorful) - X
- みなみ (@minami_colorful) - X
- あいな (@aina_colorful_) - X

### Instagram
- カラフルスクリーム公式 (@colorfulscream) - Instagram
- なこ (@nako_colorful) - Instagram
- ゆうか (@uuka_colorful) - Instagram
- かれん (@karen_colorful) - Instagram
- あみ (@am_colorful) - Instagram
- みくる (@mikuru_colorful) - Instagram
- みゆ (@miyu__colorful) - Instagram
- みなみ (@minami_colorful) - Instagram
- あいな (@aina_colorful_) - Instagram

### YouTube
- カラフルスクリーム公式 - YouTubeチャンネル

### SHOWROOM
- カラフルスクリーム公式 - SHOWROOM
- なこ - SHOWROOM
- ゆうか - SHOWROOM
- かれん - SHOWROOM
- あみ - SHOWROOM
- みゆ - SHOWROOM
- あいな - SHOWROOM

### TikTok
- カラフルスクリーム公式 (@colorfulscream) - TikTok
- なこ (@nako_colorful) - TikTok
- ゆうか (@mogumunichan) - TikTok
- かれん (@karen_colorful) - TikTok
- あみ (@wanwan_ami) - TikTok
- みくる (@396colorful) - TikTok
- みゆ (@miyu__colorful) - TikTok
- みなみ (@minami_colorful) - TikTok
- あいな (@aina_colorful_) - TikTok

### TwitCasting
- カラフルスクリーム公式 (@colorful_scream) - ツイキャス
- カラフルWEST (@kissbeescream) - ツイキャス
- なこ (@nako_colorful) - ツイキャス
- ゆうか (@Uuka_colorful) - ツイキャス